# Élections législatives équatoriennes de 2023
Les élections législatives équatoriennes de 2023 ont lieu le 20 août 2023 afin de renouveler les 137 membres de l'Assemblée nationale de l'Équateur. Le premier tour d'une élection présidentielle et un référendum sont organisés simultanément.
Le scrutin intervient deux ans avant la date prévue sur décision du président sortant Guillermo Lasso. Confronté à une procédure de destitution initiée par l'Assemblée nationale, celui-ci a en effet recours à la procédure dite de « mort croisée », qui entraine la fin anticipée de son mandat et de celui de l'assemblée.
Les élections voient arriver largement en tête le Mouvement de la révolution citoyenne (RC), suivi du Mouvement construire (MC25) et d'Action démocratique nationale (ADN), partis des candidats arrivés respectivement en première, troisième et deuxième position à la présidentielle.

## Contexte
Les législatives de février 2021 sont largement remportées par les forces de gauche, conduisant à une situation de cohabitation du fait du résultat de l'élection présidentielle organisée simultanément. Celle-ci voit la victoire au second tour du candidat du Mouvement CREO, Guillermo Lasso, après deux tentatives infructueuses. Le président sortant, Lenín Moreno, n'est alors pas candidat à sa réélection du fait d'une impopularité record dans un contexte de dissensions avec son influent prédécesseur Rafael Correa et d'un programme d'austérité ayant provoqué d'importantes manifestations en 2019,,.
Soutenu par Correa — qui ne peut se présenter lui-même du fait d'accusations de corruption —, l'ancien directeur de la banque centrale Andrés Arauz échoue au second tour face à Guillermo Lasso, mais c'est sa formation, l'Union pour l'espérance, qui arrive largement en tête des élections législatives organisées simultanément. Le Mouvement CREO n'arrive que cinquième du scrutin, tandis que l'Alianza País de Lenín Moreno s'effondre et perd toute représentation à l'Assemblée nationale. Le double scrutin place ainsi en situation de cohabitation le nouveau président, libéral-conservateur, face à une assemblée largement dominée par les forces de Gauche. Celle-ci comporte notamment le parti Pachakutik, dont le candidat Yaku Pérez avait manqué de très peu de se qualifier pour le second tour en lieu et place de Guillermo Lasso, ainsi que le Parti de la gauche démocratique de Xavier Hervas, arrivé quatrième.
Le nouveau président fait rapidement face à l'hostilité marquée des parlementaires, à laquelle s'ajoutent des grèves et de violentes manifestations d'Amérindiens protestant contre les conditions des classes défavorisées et l'expansion des activités minières et pétrolières sur leurs terres ancestrales. Ces manifestations font six morts et des centaines de blessés, avant la conclusion d'un accord avec le gouvernement fin juin 2022,. L'opposition lance à cette occasion une première tentative de destitution, qui échoue faute de soutien suffisant. Fragilisé, Lasso tente fin 2022 de reprendre la main en convoquant un référendum constitutionnel le 5 février 2023 afin de soumettre au vote populaire huit amendements relatifs à la sécurité, l'organisation des pouvoirs publics et l'environnement. Cette mise à référendum intervient dans la lignée de nombreux recours au vote populaire sous les gouvernements précédents, notamment en 2017 par Rafael Correa et en 2018 par Lenín Moreno. A l'inverse de ses prédécesseurs, la tentative du président Lasso s'avère cependant un échec, aucune des propositions ne recueillant le soutien d'une majorité des suffrages. Il s'agit d'une sévère défaite pour le président, qui la reconnait le lendemain. L'échec dans les urnes se manifeste également aux élections locales organisées le même jour, qui voient la défaite du Mouvement CREO au profit du Mouvement de la révolution citoyenne,.

### Procédure de destitution de 2023

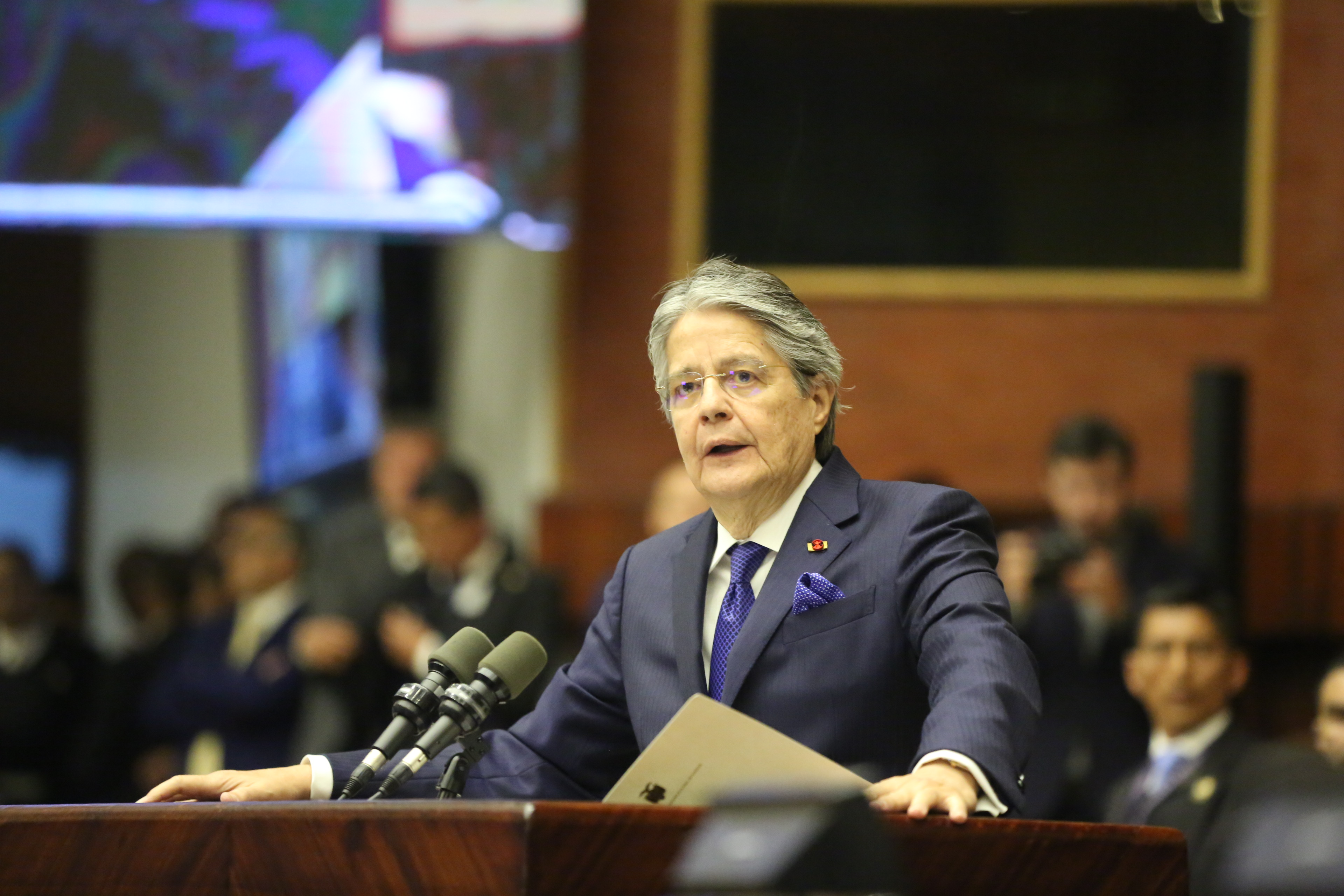
Guillermo Lasso témoignant devant l'assemblée lors du procès en destitution, le 16 mai 2023.

Entretemps, en pleine campagne référendaire, le journal en ligne La Posta publie le 9 janvier 2023 un article intitulé El Gran Padrino (« Le Grand Parrain ») dans lequel est dénoncé l'existence d'un réseau de corruption impliquant des compagnies publiques, l'entrepreneur Rubén Cherres Faggioni et Danilo Carrera Drouet. Beau-frère et associé de Guillermo Lasso, ce dernier avait largement financé ses campagnes électorales avant de le remplacer à la tête de la banque Guayaquil après l'élection de Lasso à la présidence. Danilo Carrera Drouet est accusé d'avoir en échange de Pot-de-vin organisé l'attribution à grande échelle de contrats publics à des entreprises de Rubén Cherres Faggioni dans plusieurs secteurs dont celui de la distribution d'électricité. Danilo Carrera Drouet aurait agit avec la complicité de fonctionnaires de haut rang dont Hernán Luque Lecaro, président de la Société Coordinatrice des Entreprises Publiques (EMCO), qui auraient ainsi falsifier des documents afin de favoriser des entreprises sans aucune expérience. Ces pratiques auraient été héritées des gouvernements précédents de Rafael Correa et Lenín Moreno selon Leonardo Cortázar, à l'origine de divulgations ayant conduites à l'article El Gran Padrino. L'affaire prend initialement le nom de l'article, avant d'être connue sous le nom d'« Affaire Encuentro »,.
Est notamment mis en cause contrat entre une entreprise publique de transport maritime et une compagnie de transport pétrolier. Le président l'ayant approuvé malgré des irrégularités, celui ci est accusé de l'avoir fait en connaissance de cause afin de couvrir son beau frère. Bien que ne détenant pas de position officielle au sein du gouvernement, celui ci aurait tenu une position de conseiller de l'ombre auprès du président, l'accompagnant dans plusieurs déplacements officiels.
Le 18 janvier, l'assemblée nationale ouvre une commission d'enquête sur ces allégations de corruption. Considéré comme un témoin clé de l'enquête, Rubén Cherres disparaît trois jours plus tard. Le 24 février, le procureur général annonce l'ouverture d'une enquête sur les liens entre Danilo Carrera et Rubén Cherres, ainsi qu'entre ce dernier et un réseau de trafic de drogue surnommé la « mafia albanaise ». Le procureur accuse dans la foulée Guillermo Lasso d'avoir exercé des pressions sur les dirigeants de la police nationale et de celle spécialisée dans la lutte contre les trafics de drogue afin de faire enterrer le rapport d'une précédente enquête,,.
Le rapport de la Commission, approuvé par 104 des 137 membres de l'assemblée, conclu finalement à l'implication du président dans des crimes contre la sûreté de l'état et de l'administration publique. L'opposition vote par ailleurs la déclassification des documents liés à l'enquête, sans que ces derniers n'implique toutefois le président ni les membres de sa famille. Le rapport permet néanmoins à 59 députés d'initier le 4 mars une procédure de destitution à l'encontre du président de la république pour corruption et détournement de fonds, la procédure requérant le vote en ce sens d'au moins un tiers du total des députés, soit 47. Le 29 mars, la Cour constitutionnelle rejette la mise en accusation pour corruption, mais valide celle pour détournement de fonds. Pour aboutir, la procédure de destitution nécessite le vote à la majorité qualifiée des deux tiers du total des membres de l'assemblée, soit 92 voix sur 137. L’Équateur n'a connu qu'une seule fois une telle destitution de son chef de l’État, avec celle en 1933 du président Juan de Dios Martínez Mera,. L'affaire s'aggrave avec la découverte fin avril du corps de Rubén Cherres.
L'Assemblée nationale débute le 16 mai les audiences du procès en destitution, au cours desquelles le président nie en bloc les accusations portées à son encontre, qu'il juge politiquement motivée,. Devant la probabilité très élevé du vote de sa destitution par l'alliance de l'opposition pro-Corréa et du Pachakutik, le président a recours le lendemain même à la procédure de « mort croisée », qu'il justifie par l'existence d'une « sévère crise politique ». Ce recours à la dissolution simultanée des institutions met automatiquement fin à la procédure de destitution,.

### Recours à la «Mort croisée»
C'est alors la première fois que la procédure de mort croisée (en espagnol, « muerte cruzada ») est utilisée. Inscrite dans l'article 148 de la constitution, celle-ci permet au président de la république de dissoudre l'Assemblée nationale tout en lui imposant de remettre également fin à son propre mandat par la convocation d'élections législatives et présidentielle anticipées. Il ne peut recourir à cette procédure qu'une seule fois, dans les trois premières années de son mandat. Le décret présidentiel de dissolution est suivi dans les sept jours de la convocation des élections à une date conjointe par le Conseil électoral national (CNE). Comme toutes élections anticipées en Équateur, ces dernières doivent être organisées dans les 90 jours,. Le CNE évoque rapidement la date du 20 août 2023 pour le premier tour, et celle du 15 octobre pour un éventuel second tour. Si le président sortant ainsi que les députés de la législature sortante sont rééligibles, ces élections ne visent cependant à les remplacer que pour la durée restante seulement du mandat de quatre ans en cours au moment de la dissolution. Des élections devraient donc avoir lieu comme prévues en 2025 à l'issue du mandat commencé en 2021,.
Le président sortant assure l'intérim. Ses pouvoirs sont cependant fortement réduits, celui-ci devant se cantonner à des décrets-lois dans des domaines économiques urgents, qui sont soumis à l'approbation de l'assemblée. Le 18 mai, Lasso annonce ne pas être candidat à sa réélection.
L'utilisation de la mort croisée par Lasso est vivement contestée par l'opposition, qui introduit un recours auprès de la Cour constitutionnelle, arguant de l'absence d'une crise urgente justifiant l'utilisation de l'article 148. Le recours est rejeté le soir même par la cour à l'unanimité.

### Assassinat de Fernando Villavicencio

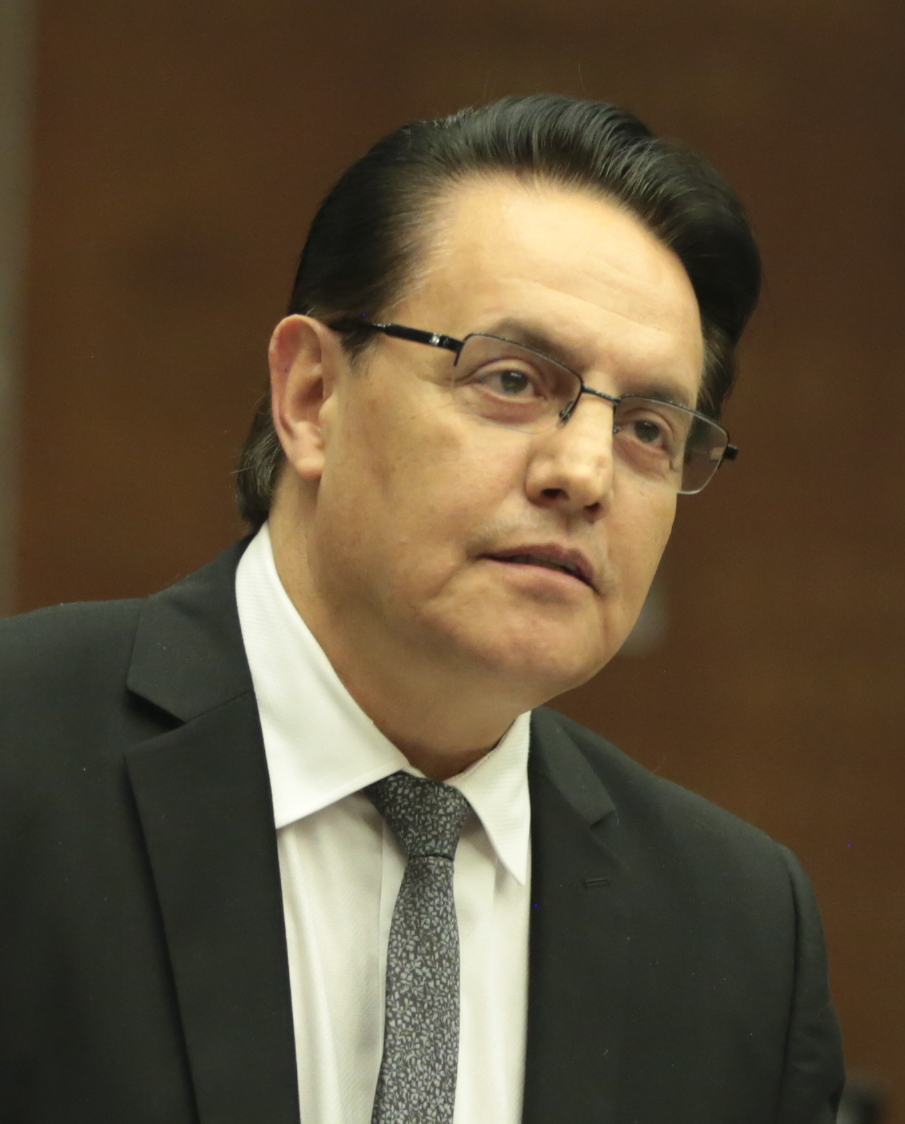
Fernando Villavicencio, assassiné onze jours avant le premier tour.

Le 9 août, le candidat Fernando Villavicencio est assassiné par balles en pleine rue par un tueur à gages à la sortie d'un meeting politique dans le nord de Quito. En tant que journaliste d'enquête, Villavicencio est connu pour avoir dénoncé plusieurs scandales politico-financiers, notamment sous la présidence de Rafael Correa, le faisant ainsi apparaitre en première ligne dans la lutte contre la corruption lors de la campagne. Son travail d'investigation avait ainsi été déterminant dans l'ouverture d'une enquête judiciaire sur l'Affaire « Riz Vert », qui avait abouti à plusieurs condamnations de hauts responsables correistes dont Rafael Correa lui-même pour le versement de pots de vin en échange du financement du parti Alianza País,. Ses publications lui avaient valu par le passé d'être lui-même l'objet d'enquêtes, notamment pour le piratage de mails de l'administration. Quelques jours avant son assassinat, il dénonçait des irrégularités dans des contrats publics. Sa mort intervient le lendemain d'un rapport rendu au ministère de la Justice (en) dans lequel il ciblait une entreprise pétrolière sans la nommer. C'est la première fois depuis le meurtre d'Abdón Calderón Muñoz en 1978 qu'un candidat à la présidence est assassiné en Équateur.
Ancien député proche de Guillermo Lasso, Villavicencio se présentait à la présidence sans toutefois bénéficier du soutien du Mouvement CREO mais seulement de partis politiques de faible importance : le Mouvement construire ainsi que Des Gens biens. Il est cependant considéré avant sa mort comme l'un des adversaires potentiels de Luisa González, un sondage le plaçant en deuxième position des intentions de vote. Anti-Corréiste, sa campagne se focalisait sur la lutte contre la corruption, dont il avait fait un cheval de bataille, promettant la tolérance zéro pour les cas de corruption dans le secteur public.
Cet assassinat conduit le gouvernement à décréter trois jours de deuil national et à instaurer l'état d'urgence pour une durée de 60 jours, sans toutefois décaler la date de l'élection. Le président Lasso se déclare « indigné et choqué » par cet assassinat, dont il promet qu'« il ne restera pas impuni ». Le parti de Villavicencio, le Mouvement construire, décide le 13 août de remplacer la candidature de son candidat décédé par celle de son collègue journaliste Christian Zurita, conservant Andrea González pour colistière,.

## Système électoral

Sièges par province.

L'Assemblée nationale (Asamblea Nacional) est un parlement unicaméral composé de 137 sièges pourvus pour quatre ans selon un mode de scrutin mixte principalement proportionnel.
Sur ce total, 116 sièges sont pourvus au scrutin proportionnel plurinominal avec listes ouvertes dans 31 circonscriptions de 2 à 6 sièges appelés districts. Chacune des 24 provinces correspond à un district à l'exception des trois plus peuplées — Guayas, Pichincha et Manabí —, qui sont subdivisées en plusieurs districts : quatre pour les provinces du Guayas et du Pichincha, deux pour la province du Manabí. Le nombre de sièges par province varie ainsi entre 2 pour les provinces les moins peuplées et 20 pour la Province du Guayas. Après décompte des suffrages, les sièges sont répartis à la proportionnelle dans chaque district selon la méthode d'Hondt.
A ces sièges s'ajoutent 15 autres également pourvus au scrutin proportionnel plurinominal dans une unique circonscription nationale, répartis selon la méthode de Sainte-Laguë.
Enfin, 6 sièges réservés à la diaspora des équatoriens vivant à l'étranger sont pourvus dans trois circonscriptions de deux sièges chacune au scrutin majoritaire plurinominal. Les électeurs disposent de deux voix qu'ils attribuent à raison d'une voix par candidats. Après décompte des suffrages, les deux candidats arrivés en tête dans chaque circonscription sont élus.
Les listes doivent obligatoirement alterner entre candidats de chaque sexe. Les députés sont par ailleurs limités à un maximum de deux mandats, consécutifs ou non.
L'âge minimum ouvrant le droit de vote est de 16 ans, et le vote est obligatoire de 18 à 65 ans.

## Résultats
| Partis                   | Partis                                    | Listes nationales | Listes nationales | Listes nationales | Listes nationales | Listes provinciales | Listes provinciales | Listes provinciales | Listes de la diaspora | Listes de la diaspora | Listes de la diaspora | Total sièges | +/-           |  |
| Partis                   | Partis                                    | Voix              | %                 | +/-               | Sièges            | Voix                | %                   | Sièges              | Voix                  | %                     | Sièges                | Total sièges | +/-           |  |
| ------------------------ | ----------------------------------------- | ----------------- | ----------------- | ----------------- | ----------------- | ------------------- | ------------------- | ------------------- | --------------------- | --------------------- | --------------------- | ------------ | ------------- |  |
|                          | Mouvement de la Révolution citoyenne (RC) | 3 326 110         | 39,72             | 7,51              | 6                 | 3 059 898           | 35,65               | 42                  |                       |                       | 4                     | 52           | 3             |  |
|                          | Mouvement construire (MC25)               | 1 707 682         | 20,39             | 19,67             | 3                 | 1 428 869           | 16,65               | 24                  |                       |                       | 1                     | 28           | 27            |  |
|                          | Action démocratique nationale (ADN)       | 1 219 254         | 14,56             | Nv                | 2                 | 884 747             | 10,31               | 11                  |                       |                       | 1                     | 14           | 14            |  |
|                          | Parti social-chrétien (PSC)               | 996 206           | 11,90             | 2,17              | 2                 | 948 333             | 11,05               | 12                  |                       |                       |                       | 14           | 4             |  |
|                          | Agissons                                  | 377 953           | 4,51              | 0,90              | 1                 | 577 384             | 6,73                | 7                   |                       |                       |                       | 8            | 6             |  |
|                          | Parti société patriotique (PSP)           | 264 701           | 3,16              | 1,35              | 1                 | 118 972             | 1,39                | 2                   |                       |                       |                       | 3            | 2             |  |
|                          | Bien sûr que nous pouvons (CQSP)          | 240 015           | 2,87              | 0,08              | 0                 | 360 066             | 4,20                | 3                   |                       |                       |                       | 3            | 2             |  |
|                          | Mouvement RETO (RETO)                     | 141 577           | 1,69              | Nv                | 0                 | 128 174             | 1,49                | 0                   |                       |                       |                       | 0            | en stagnation |  |
|                          | Mouvement AMIGO (AMIGO)                   | 100 995           | 1,21              | Nv                | 0                 | 69 265              | 0,81                | 1                   |                       |                       |                       | 1            | 1             |  |
|                          | Pachakutik (MUPP)                         |                   |                   |                   |                   | 349 450             | 4,07                | 4                   |                       |                       |                       | 4            | 23            |  |
|                          | Centre démocratique (CD)                  | 137 747           | 1,60              | 1                 |                   |                     |                     | 1                   | 48                    |                       |                       |              |               |  |
|                          | Liste commune PSP-PSC                     | 52 119            | 0,61              | 2                 |                   |                     |                     |                     | –                     |                       |                       |              |               |  |
|                          | Liste commune RETO-MUPP                   | 47 017            | 0,55              | 1                 |                   |                     |                     |                     | –                     |                       |                       |              |               |  |
|                          | Liste commune MC25-AMIGO                  | 43 935            | 0,51              | 1                 |                   |                     |                     |                     | –                     |                       |                       |              |               |  |
|                          | Parti de la gauche démocratique (ID)      | 40 743            | 0,47              | 0                 |                   |                     |                     | 0                   | 27                    |                       |                       |              |               |  |
|                          | Liste commune RETO-CD-MP                  | 29 771            | 0,35              | 1                 |                   |                     |                     |                     | –                     |                       |                       |              |               |  |
|                          | Parti socialiste - Front large (PS-FA)    | 14 100            | 0,16              | 0                 |                   |                     |                     |                     | –                     |                       |                       |              |               |  |
|                          | Liste commune PSP-PSC-CD                  | 10 860            | 0,13              | 0                 |                   |                     |                     |                     | –                     |                       |                       |              |               |  |
|                          | Liste commune CD-AMIGO                    | 5 009             | 0,06              | 0                 |                   |                     |                     |                     | –                     |                       |                       |              |               |  |
|                          | Mouvements provinciaux                    | 276 398           | 3,22              | 6                 |                   |                     |                     |                     |                       |                       |                       |              |               |  |
|                          |                                           |                   |                   |                   |                   |                     |                     |                     |                       |                       |                       |              |               |  |
| Suffrages exprimés       | Suffrages exprimés                        | 8 374 493         | 77,42             |                   |                   | 8 582 857           | 79,41               |                     |                       |                       |                       |              |               |  |
| Votes blancs             | Votes blancs                              | 1 035 288         | 9,57              |                   |                   |                     |                     |                     |                       |                       |                       |              |               |  |
| Votes nuls               | Votes nuls                                | 1 406 959         | 13,01             |                   |                   |                     |                     |                     |                       |                       |                       |              |               |  |
| Total                    | Total                                     | 10 818 266        | 100               | –                 | 15                | 10 808 442          | 100                 | 116                 |                       | 100                   | 6                     | 137          | en stagnation |  |
| Abstentions              | Abstentions                               | 2 227 287         | 17,07             |                   |                   | 1 611 190           | 12,97               |                     |                       |                       |                       |              |               |  |
| Inscrits / Participation | Inscrits / Participation                  | 13 053 553        | 82,93             | 12 419 632        | 87,03             |                     |                     |                     |                       |                       |                       |              |               |  |

## Analyse
Les élections voient arriver largement en tête le Mouvement de la révolution citoyenne (RC), suivi du Mouvement construire  (MC25), d'Action démocratique nationale (ADN) et du Parti social-chrétien (PSC). Si la candidate du RC, Luisa González arrive elle aussi en tête du premier tour de l'élection présidentielle, celle ci affronte le dirigeant d'ADN, Daniel Noboa, le candidat du MC25, Christian Zurita, étant arrivé troisième. Aucun candidat ne dispose ainsi de la majorité absolue par sa seule formation politique.
La tenue du scrutin à l'étranger est l'objet de sévères problèmes d'organisation et de dépouillement empêchant la participation d'une grande partie des inscrits, ce qui conduit à une vive remise en cause des résultats des trois circonscriptions concernées. Confronté aux critiques et à des manifestations dans plusieurs villes à travers le monde ainsi que devant le siège du Conseil électoral national (CNE) à Quito, celui-ci se défend en affirmant avoir été victime de cyberattaques, contre lesquelles il promet de mettre en œuvre de nouvelles mesures de sécurité,. En conséquence, le CNE finit par décider le 25 août l'annulation des résultats des circonscriptions de la diaspora, et la répétition du vote le 15 octobre, en même temps que le second tour de l'élection présidentielle. Cette décision est critiquée par plusieurs partis dont le MC25, pour qui elle favorise les partis des deux candidats qualifiés pour le second tour.